# 200 Динамена
200 Динамена (лат. 200 Dynamene) је астероид главног астероидног појаса са пречником од приближно 128,36 km.
Афел астероида је на удаљености од 3,103 астрономских јединица (АЈ) од Сунца, а перихел на 2,367 АЈ.
Ексцентрицитет орбите износи 0,134, инклинација (нагиб) орбите у односу на раван еклиптике 6,902 степени, а орбитални период износи 1652,874 дана (4,525 године).
Апсолутна магнитуда астероида је 8,26 а геометријски албедо 0,053.
Астероид је откривен 27. јула 1879. године.